# 安東·弗拉基米洛維奇·卡爾達雪夫
安東·弗拉基米洛維奇·卡爾達雪夫（俄语：Антон Владимирович Карташёв；1875年—1960年），是俄罗斯教会史教授、记者。在1917年的短暂时间里，卡爾達雪夫是俄罗斯东正教神聖宗教會議的最后一位高级教会庶务员，和俄国临时政府的宗教部长；然而，从1920年开始，卡爾達雪夫在巴黎教书。

## 生平
1875年7月11日，安東·弗拉基米洛維奇·卡爾達雪夫出生于俄罗斯烏拉山彼爾姆省的克什特姆。他的父亲是名公務員，曾经作過矿工。卡爾雪達夫在葉卡捷琳堡一所教会学校接受教育。1894年，卡爾達雪夫获得了彼爾姆神学院的神学学位，1899年取得了圣彼得堡神学院的神学学位。
1900年到1905年間，卡爾達雪夫作为讲师在圣彼得堡神学院教授俄罗斯教会史。1905年，卡爾達雪夫辞去了講師職位，在俄罗斯国家图书馆担任过一段时间的助理图书管理员。1906年，他重返讲坛，在圣彼得堡国立大学教授宗教史。此期间，卡爾達雪夫成为圣彼得堡宗教哲学学会主席（1909年），并编辑期刊，Vestnik zhizni。1917年3月25日，在二月革命之后，卡爾達雪夫被任命为俄罗斯东正教神聖宗教會議高级教会庶务员弗拉基米尔·利沃夫；卡爾達雪夫本人則在1917年7月25日至8月5日期间担任高级教会庶务员，当时该單位被废除。卡爾達雪夫随后担任第一任宗教部长，直至十月革命。  
1918年，卡爾達雪夫被布尔什维克逮捕。1919年1月，卡爾達雪夫逃往芬兰，1920年在巴黎定居。
1922年，卡爾達雪夫在柏林出版《改革、宗教改革和教会的实现》。1924年，在巴黎，卡爾達雪夫和其他几个流亡知识分子一起，帮助建立了圣谢尔盖东正教神学院。1925年起，卡爾達雪夫圣谢尔盖东正教神学院教書，直到去世。1932年，卡爾達雪夫出版了《通往大公会议的路》。1944年，圣谢尔盖东正教神学院授予神学博士学位。
第二次世界大战后，卡爾達雪夫出版了《旧约圣经批判》（1947年）、《神圣俄羅斯的复兴》（1956年）和《俄罗斯教会史》（1959年）。另一本关于普教會議的书，在他去世后，于1965年出版。
1960年9月10日，卡爾達雪夫去世，葬于巴黎的圣热讷维耶沃代布瓦俄罗斯公墓。